# General intellect (marxisme)
Le « General intellect » (ou Intelligence sociale, Intellect général) est une hypothèse et un concept que Karl Marx aborde dans le Fragment sur les machines, nom donné à un passage des Grundrisse (1857-1858). Le general intellect est susceptible, selon Marx, de devenir une force productive. Ce concept désigne une combinaison d'expertise technologique et d'intellect social, ou de connaissance sociale et commune générale (importance croissante du machinisme dans l'organisation sociale). Le passage sur le « general intellect » du Fragment sur les machines affirme que, si le développement du machinisme a conduit à l'oppression des travailleurs sous le capitalisme, il offre également une perspective de libération future.

## Étymologie
Selon Matteo Pasquinelli, Marx a emprunté l'expression « general intellect » à l'ouvrage de William Thompson, Recherche sur les principes de la distribution des richesses (1824), un texte de jeunesse consacré au travail intellectuel. Selon Pasquinelli, le concept disparaît lors de la transition entre les Grundrisse et Le Capital, remplacé par la notion de travailleur collectif ou Gesamtarbeiter.

## Présentation générale du concept
Lorsque Karl Marx analysait le capitalisme industriel de son époque, celui qu'il avait sous les yeux en Angleterre, il mettait en avant l'exploitation de la force de travail, et avançait que la création de richesse était basée sur le temps de travail. C'est ce qui sera développé dans le Capital, et qui sera connu comme « loi de la valeur ».

La particularité dans le Fragment sur les machines, c'est qu'après avoir rappelé que le « quantum de travail employé » est le « facteur décisif de la production de la richesse », Marx ajoute :
« Cependant, à mesure que se développe la grande industrie, la création de la richesse réelle dépend moins du temps de travail et du quantum de travail employé que de la puissance des agents mis en mouvement au cours du temps de travail, laquelle à son tour – leur puissance efficace – n’a elle-même aucun rapport avec le temps de travail immédiatement dépensé pour les produire, mais dépend bien plutôt du niveau général de la science et du progrès de la technologie, autrement dit de l’application de cette science à la production. »
Karl Marx poursuit :
« La nature ne construit ni machines, ni locomotives, ni chemins de fer, ni télégraphes électriques, ni métiers à filer automatiques, etc. Ce sont là des produits de l’industrie humaine : du matériau naturel, transformé en organes de la volonté humaine sur la nature ou de son exercice dans la nature. Ce sont des organes du cerveau humain créés par la main de l’homme : de la force du savoir objectivée. Le développement du capital fixe indique jusqu’à quel degré le savoir social général, la connaissance, est devenue force productive immédiate, et, par suite, jusqu’à quel point les conditions du processus vital de la société sont elles-mêmes passées sous le contrôle du general intellect, et sont réorganisées conformément à lui. »
Marx adopte une position dialectique sur le machinisme : aujourd'hui instrument d'exploitation des travailleur·ses, il pourra devenir libérateur. En effet, Marx note que la concurrence pousse les capitalistes à augmenter la productivité (réduisant par là le travail nécessaire à la production d'une même quantité de valeurs d'usage), et en conclut :
« le capital – tout à fait involontairement – réduit le travail humain, la dépense de force, à un minimum. Ceci jouera en faveur du travail émancipé et est la condition de son émancipation. »
Selon Marx, le développement de l’intellect général se manifeste dans une société capitaliste , dans le contrôle du processus de la vie sociale. Ainsi, pour Dyer-Witheford, la vision exposée dans le Fragment « est parfaitement reconnaissable comme un portrait de ce que l'on appelle aujourd'hui communément une “société de l'information” ou une “économie du savoir” » (1999, 221). […] Selon Virno, le Fragment soutient que « la connaissance abstraite (principalement, mais pas seulement, la connaissance scientifique) est en passe de devenir rien de moins que la principale force de production et reléguera bientôt l'assemblage répétitif et segmenté de la chaîne de production à une position résiduelle ». En d'autres termes, avec l'idée de l'intellect général, Marx désigne un changement radical de la subsomption du travail au capital et indique une troisième étape de la division du travail. Paolo Virno a soutenu que le « general intellect » n'est pas exclusif au communisme et s'applique généralement au capitalisme tardif.

## Interprétations
Les Grundrisse ont été traduites pour la première fois en français en 1967 par Roger Dangeville. Certains considèrent cependant cette traduction comme mauvaise et lui préfèrent celle de 1980 (éditions Sociales, sous la responsabilité du même Jean-Pierre Lefebvre), rééditée en 2011.
Le Fragment sur les machines a donc été connu tardivement, bien après que se soit établie une interprétation globale de ce qu'est « la pensée marxiste ». L’hypothèse du general intellect a beaucoup surpris lorsque parurent les premières traductions italienne (1967), française (1968), puis anglaise (1973). En effet, ces analyses de Marx contiennent beaucoup d'éléments qui font écho aux dernières évolutions du capitalisme, vers ce qui est appelé une « économie reposant sur la connaissance » (ou un « capitalisme cognitif »).
Le Fragment sur les machines a été largement utilisé par les théoriciens de l'opéraïsme italien.
Une interprétation qui a notamment été donnée de cette montée en puissance du general intellect est que la loi de la valeur cesse progressivement de s'appliquer.
Une des difficultés est que Marx évoquait une tendance (« à mesure que se développe la grande industrie »). Plusieurs visions se dégagent suivant les auteurs :
- Le capitalisme serait déjà entré dans cette phase particulière (« capitalisme cognitif », « post-capitalisme »...). Par exemple pour Paolo Virno, le capitalisme post-fordiste (fin du 20e siècle) est déjà dominé par le general intellect[7].

- Le capitalisme va y entrer dans un avenir proche.

- Le capitalisme pose des bases matérielles mais seule une révolution socialiste peut changer la logique capitaliste qui demeure basée sur la loi de la valeur.

Un des enjeux politiques de ce débat théorique est que si le capitalisme a déjà ou est capable de se transformer qualitativement de lui-même, les tâches d'une organisation révolutionnaire sont modifiées, voire abolies, si l'on pense qu'une transition du capitalisme au communisme est possible (sans phase de transition).
On peut noter que dans le livre III du Capital, Marx écrivait :
« Un développement des forces productives qui aurait pour effet de diminuer le nombre absolu des ouvriers et de permettre à la nation tout entière de produire en moins de temps tout ce dont elle a besoin, provoquerait une révolution, parce qu'il mettrait sur le pavé la plus grande partie de la population. Ici se manifeste de nouveau la limite qui est assignée à la production capitaliste et se montre une fois de plus que celle-ci, loin d'être la forme absolue du développement des forces productives, doit nécessairement entrer en conflit avec lui à un moment donné. »
C'est ce qui fait dire à Ernest Mandel que l'automatisation ne peut pas aller jusqu'au bout :
« De façon évidente, ce développement ne peut être achevé sous le capitalisme précisément parce que sous le capitalisme, la croissance économique, les investissements, le développement du machinisme (y compris celui des robots) demeurent subordonnés à l’accumulation du capital, c’est-à-dire à la production et à la réalisation de la plus-value, c’est-à-dire à la recherche des profits des entreprises prises individuellement, à la fois profits attendus et profits réalisés. Nous avions déjà indiqué dans notre livre le « Capitalisme du troisième âge » que sous le capitalisme, l’automation complète, l’introduction de robots sur grande échelle sont impossibles car elles impliqueraient la disparition de l’économie de marché, de l’argent, du capital et des profits. »